# کلاودیا ووندرلیش
کلاودیا ووندرلیش (آلمانی: Claudia Wunderlich؛ زادهٔ ۱۶ فوریهٔ ۱۹۵۶) بازیکن هندبال اهل آلمان بود.